# Can You Hear Me Boys
"Can You Hear me Boys" é uma canção escrita por Michelle Leonard, Linda Karlstedt, Susanna Janjic, Klas Olofsson, Fredrik Landh para a banda alemã Aloha from Hell, para o álbum de estreia, No More Days to Waste. Foi lançado como quarto single do álbum a 24 de Junho de 2008. A música alcançou a vigésima sexta posição na tabela musical da Alemanha, German Singles Chart.

## Faixas e formatos
| CD Single      |                                                      |         |  |
| N.º            | Título                                               | Duração |  |
| 1.             | "Can You Hear Me Boys" (Versão do single)            | 3:42    |  |
| 2.             | "Can You Hear Me Boys" (Alternative Rock Club Remix) | 4:15    |  |
| Duração total: | Duração total:                                       | 7:57    |  |

| CD Maxi-single |                                                       |         |  |
| N.º            | Título                                                | Duração |  |
| 1.             | "Can You Hear Me Boys" (Versão do single)             | 3:42    |  |
| 2.             | "Can You Hear Me Boys" (Alternative Rock Club Remix)  | 4:15    |  |
| 3.             | "Can You Hear Me Boys" (Live Session Remastered)      | 2:57    |  |
| 4.             | "Girls Just Wanna Have Fun" (Live Session Remastered) | 3:28    |  |
| Duração total: | Duração total:                                        | 13:42   |  |

## Desempenho nas tabelas musicais

### Posições
| Tabela musical (2009)           | Melhor posição |
| ------------------------------- | -------------- |
| Alemanha - German Singles Chart | 59             |